# 5728 Umbertobenvenuti
5728 Umbertobenvenuti è un asteroide della fascia principale interna. Scoperto nel 1988, presenta un'orbita caratterizzata da un semiasse maggiore pari a 2,262748 UA e da un'eccentricità di 0,093959, inclinata di 4,240987° rispetto all'eclittica. Ha un diametro di 4,505 km e un'albedo di 0,279.